# Jacques Delahaye
Jacques-Charles Delahaye fue un escultor francés, nacido el 17 de junio de 1928 en París y fallecido en mayo de 2010.

## Datos biográficos
Joseph Cheret estudió en la Escuela de Artes Aplicadas y seguidamente en la École nationale supérieure des beaux-arts de su ciudad natal, París. Presentó por primera vez una obra en el Salón de la joven escultura (en francés: Salon de la jeune sculpture).
En 1957, Pierre Restany le incluyó para mostrar su obra en el marco de la exposición colectiva titulada "Espaces imaginaires" (Galería H. Kamer, París) y al mismo tiempo le vinculó con el movimiento del mismo nombre creado dos años antes. Ese mismo año, fue uno de los artistas asociados al innovador "Informalismo" y acompañó a una exposición itinerante internacional (Tokio, Turín, Düsseldorf).
De 1975 a 1993, Delahaye ocupó un puesto de profesor en la ENSBA (París).
Ha residido durante un largo periodo en Offranville (Normandía).

## Recepción de su obra
Su trabajo fue reconocido principalmente en Francia, Japón y Alemania.
Su escultura titulada Cavalier II se exhibió en la documenta II (1959) y la Bienal de Tokio en 1965. Expuso en 1962, la casa de las artes Neue Galerie de Múnich y en 1965 también en el Museo de Arte Moderno de París.
Desde finales de 1960, Delahaye se retiró de la escena artística para dedicarse por entero a la enseñanza.
Sin embargo, su regreso lo marca el año 2006, ya que a mediados de ese año, la exposición organizada por el encuentro artístico de Villa Wessel (Iserlohn). 